# دان رومان
دان رومان (بالعبرية: דן רומן‏) (17 أغسطس 1982 بالقدس في إسرائيل - ) هو لاعب كرة قدم إسرائيلي في مركز الوسط. لعب مع نادي مكابي تل أبيب وHapoel Ramat Gan Givatayim F.C. ‏ وHapoel Katamon Jerusalem F.C. ‏ ونادي هبوعيل القدس وBeitar Tel Aviv Bat Yam F.C. ‏ وMaccabi Sha'arayim F.C. ‏ وHakoah Amidar Ramat Gan F.C. ‏ ومكابي بتاح تكفا ونادي فيندام.

## وصلات خارجية
- دان رومان على موقع قاعدة بيانات كرة القدم.إي يو (الإنجليزية)
- دان رومان على موقع Soccerway.com (الإنجليزية)